# Shahrestān di Estahban
Lo shahrestān di Estahban (farsi شهرستان استهبان) è uno dei 29 shahrestān della provincia di Fars, in Iran. Il capoluogo è Estahban. Lo shahrestān è suddiviso in 2 circoscrizioni (bakhsh): 
- Centrale (بخش مرکزی)
- Runiz (بخش رونیز)